# Atlanta Open 1973
L'Atlanta Open 1973 è stato un torneo di tennis giocato sul sintetico indoor. È stata la 3ª edizione dell'Atlanta Open, che faceva parte del World Championship Tennis 1973. Si è giocato ad Atlanta negli USA, dal 19 al 25 marzo 1973.

## Campioni

### Singolare
Stan Smith ha battuto in finale  Rod Laver con il punteggio di 6–3 6–4

### Doppio
Roy Emerson /  Rod Laver hanno battuto in finale  Robert Maud /  Andrew Pattison con il punteggio di 7–6, 6–3